# Roman Yaremchuk
Roman Yaremchuk (Lviv, 27 de novembro de 1995) é um futebolista ucraniano que atua como atacante. Atualmente joga no Olympiacos.

## Carreira
Fruto das categorias de base do Karpaty Lviv e Dínamo de Kiev os primeiros treinadores de Yaremchuk foram Mykola Dudarenko no Karpaty e Oleksiy Drotsenko no Dínamo. Em 6 de setembro de 2008, Yaremchuk estreou pelo Dínamo na Competição Nacional Juvenil da Ucrânia. Em sua primeira partida contra o FC Yunist Chernihiv, ele marcou duas vezes. Naquela temporada, ele fez 21 partidas e marcou 10 gols. Estreou-se pelo FC Dynamo-2 ao entrar como suplente na segunda parte, frente ao Desna Chernihiv, a 14 de julho de 2013, pela Primeira Liga da Ucrânia.
Enquanto jogava pelo Oleksandriya em outubro de 2016, Yaremchuk foi eleito o jogador do mês na Premier League Ucraniana. Ele também se tornou o primeiro destinatário do prêmio.
Em agosto de 2017, Yaremchuk assinou um contrato de quatro anos com o Gent na Primeira Divisão Belga. Ele fez sua estreia competitiva pelo clube em 27 de agosto de 2017, entrando como um substituto aos 86 minutos no lugar de Mamadou Sylla no empate em casa por 0-0 com o Anderlecht. Ele marcou seu primeiro gol oficial pelo clube em 3 de novembro de 2017, na vitória por 1 a 0 em casa sobre o Standard Liège. O seu gol, assistido por Deiver Machado, foi marcado aos 50 minutos. Em 20 de janeiro de 2020, Yaremchuk fez uma cirurgia no tendão de Aquiles lesionado. A recuperação foi estimada em dois a três meses.
No dia 31 de julho de 2021, o Benfica contratou o jogador por 17 milhões de euros.
A 27 de fevereiro de 2022, durante a invasão da Ucrânia pela Rússia, Yaremchuk a Ucrânia foram homenageados pelo clube e os adeptos que assistiam ao jogo com o Vitória de Guimarães, sendo recebido com uma enorme ovação e com muitas bandeiras e cartolinas com homenagens à Ucrânia, ao entrar em jogo como capitão da equipa, aos 61 minutos.

## Gols pela seleção
| Nº. | Data                   | Local                                                  | CAP | Oponente      | Pontuação | Resultado | Concorrência                                   |
| --- | ---------------------- | ------------------------------------------------------ | --- | ------------- | --------- | --------- | ---------------------------------------------- |
| 1   | 7 de junho de 2019     | Arena Lviv, Lviv, Ucrânia                              | 8   | Sérvia        | 4–0       | 5–0       | Qualificação UEFA Euro 2020                    |
| 2   | 10 de junho de 2019    | Arena Lviv, Lviv, Ucrânia                              | 9   | Luxemburgo    | 1–0       | 1–0       | Qualificação UEFA Euro 2020                    |
| 3   | 10 de setembro de 2019 | Dnipro Arena, Dnipro, Ucrânia                          | 10  | Nigéria       | 2–2       | 2–2       | Amigáveis                                      |
| 4   | 14 de outubro de 2019  | Complexo Esportivo Nacional Olimpiyskiy, Kiev, Ucrânia | 11  | Portugal      | 1–0       | 2–1       | Qualificação UEFA Euro 2020                    |
| 5   | 17 de novembro de 2019 | Estádio Red Star, Belgrado, Sérvia                     | 12  | Sérvia        | 1-1       | 2–2       | Qualificação UEFA Euro 2020                    |
| 6   | 14 de novembro de 2020 | Red Bull Arena, Leipzig, Alemanha                      | 19  | Alemanha      | 1–0       | 1-3       | 2020–21 UEFA Nations League A                  |
| 7   | 31 de março de 2021    | Complexo Esportivo Nacional Olimpiyskiy, Kiev, Ucrânia | 22  | Cazaquistão   | 1–0       | 1-1       | Qualificação para a Copa do Mundo FIFA de 2022 |
| 8   | 7 de junho de 2021     | Estádio Metalist, Kharkiv, Ucrânia                     | 24  | Chipre        | 3–0       | 4–0       | Amigáveis                                      |
| 9   | 13 de junho de 2021    | Johan Cruyff Arena, Amsterdã, Holanda                  | 25  | Países Baixos | 2–2       | 2-3       | UEFA Euro 2020                                 |

## Títulos
Benfica
- Primeira Liga: 2022–23